# 奥莉加·雷帕科娃

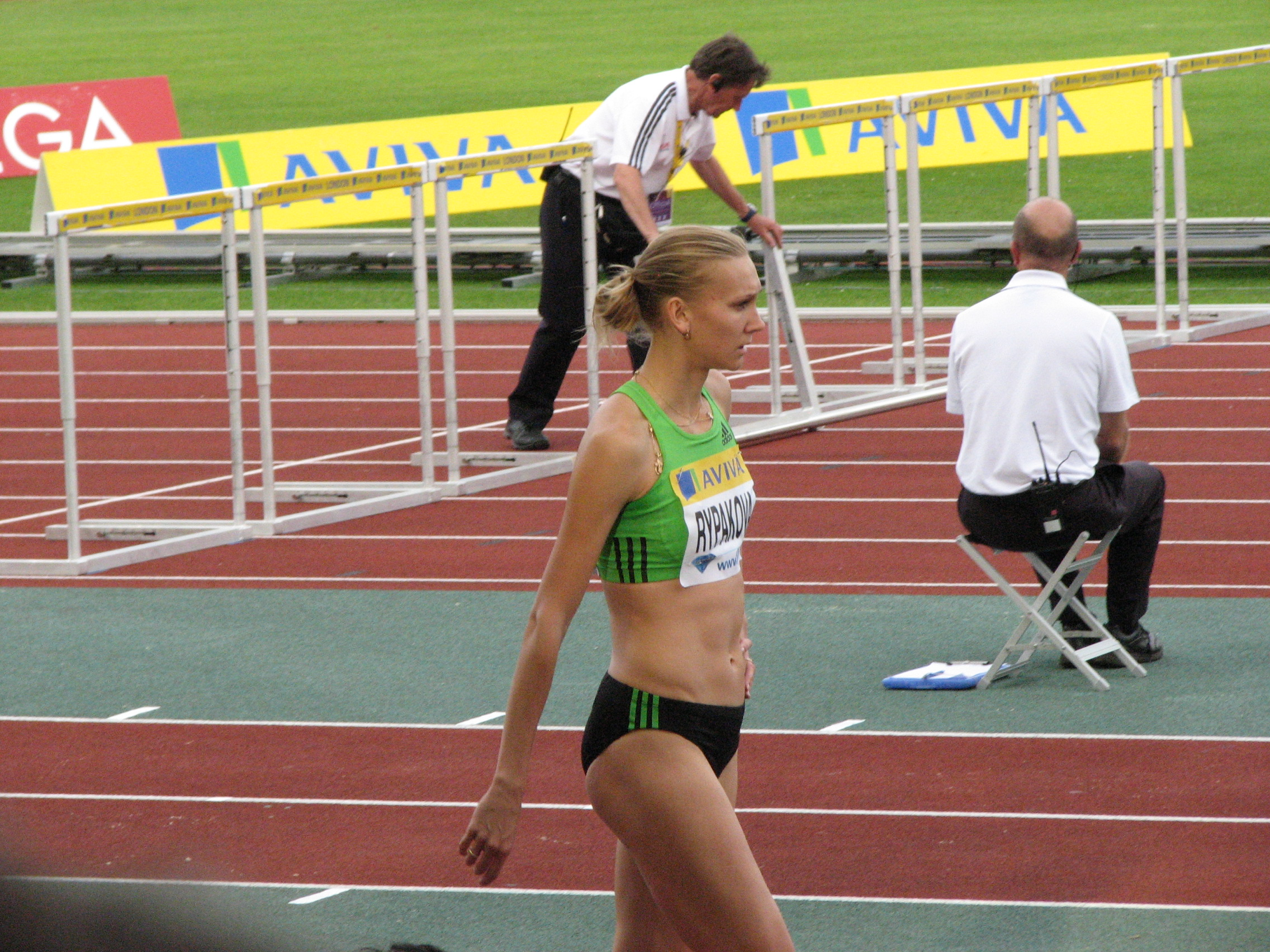
2011年倫敦大獎賽三級跳遠

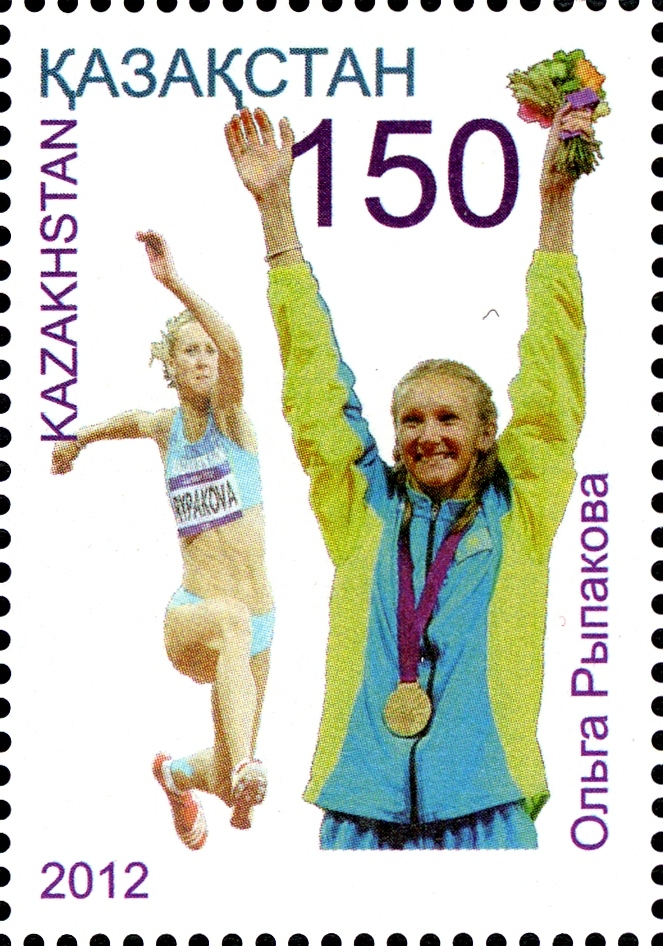
2012年哈薩克郵票

奥莉加·雷帕科娃（俄语：Ольга Сергеевна Рыпакова; 婚前姓“阿列克谢耶娃”（Алексеева），1984年11月30日—）是哈薩克斯坦俄羅斯裔田径运动员。她一开始是一个女子七项全能选手，后来转练跳远，2007年后参加三级跳比赛。她赢得了2005年亚洲室内运动会女子五项，并在2006年亚运会女子获得七项全能金牌。2012年伦敦奥运会上获得三级跳冠军（14.98米）。2016年里约奥运会上获得三级跳远铜牌（14.74米）。2021年7月23日，她在2020年夏季奥林匹克运动会开幕式上担任哈萨克斯坦代表团旗手之一。

## 外部連結
- 奥莉加·雷帕科娃在国际奥林匹克委员会的资料
- 奥莉加·雷帕科娃在的頁面
- . Athletics Federation of the Republic of Kazakhstan （英语）.